# Cerkiew Narodzenia Najświętszej Maryi Panny w Darowicach
Cerkiew Narodzenia Najświętszej Maryi Panny w Darowicach – murowana cerkiew greckokatolicka, znajdująca się w Darowicach. Obecnie kościół rzymskokatolicki pw. Matki Bożej Różańcowej nad którym opiekę sprawuje parafia Narodzenia Najświętszej Maryi Panny w Kormanicach.

## Historia
Została zbudowana (w miejscu starszej drewnianej cerkwi z 1777) w latach 1908–1909, a odnowiona w 1923. Do 1934 była to filialna cerkiew parafii w Kormanicach, później była niezależną asystenturą, wraz z należącą do niej cerkwią w Kupiatyczach. Należała do dekanatu niżankowskiego.
Po wojnie użytkowana przez Kościół rzymskokatolicki.

## Galeria

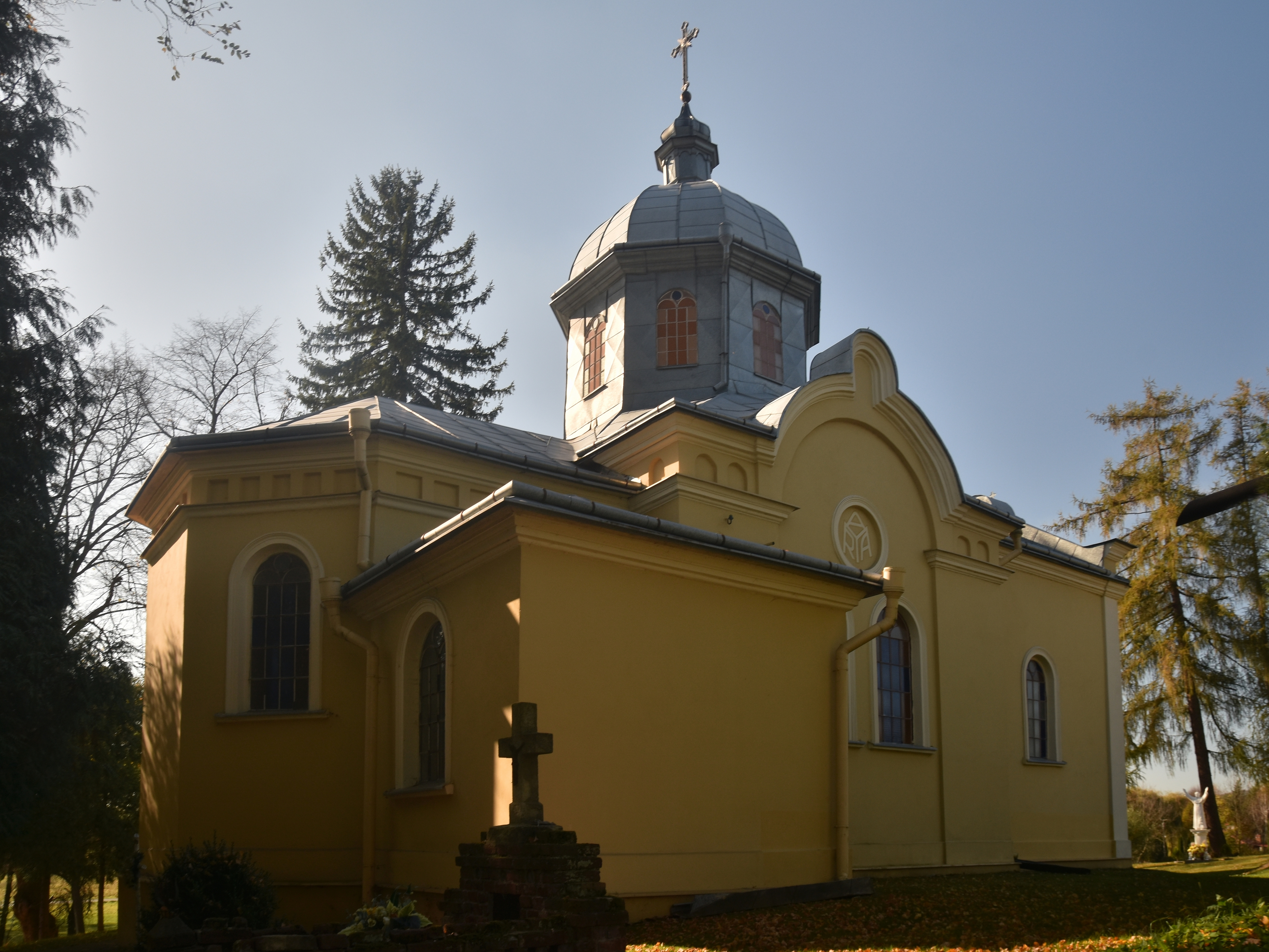
Widok od strony prezbiterium
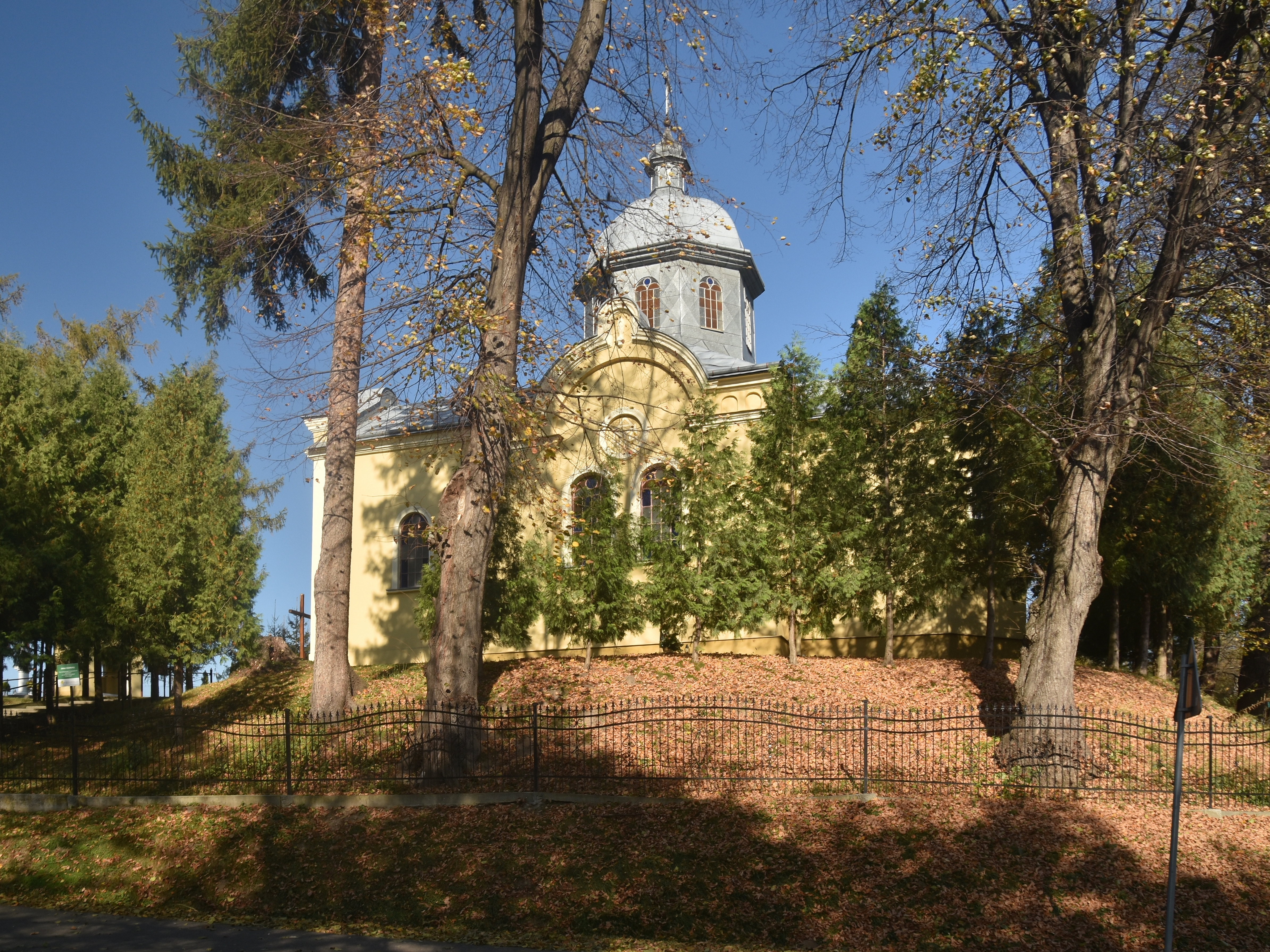
Widok ogólny
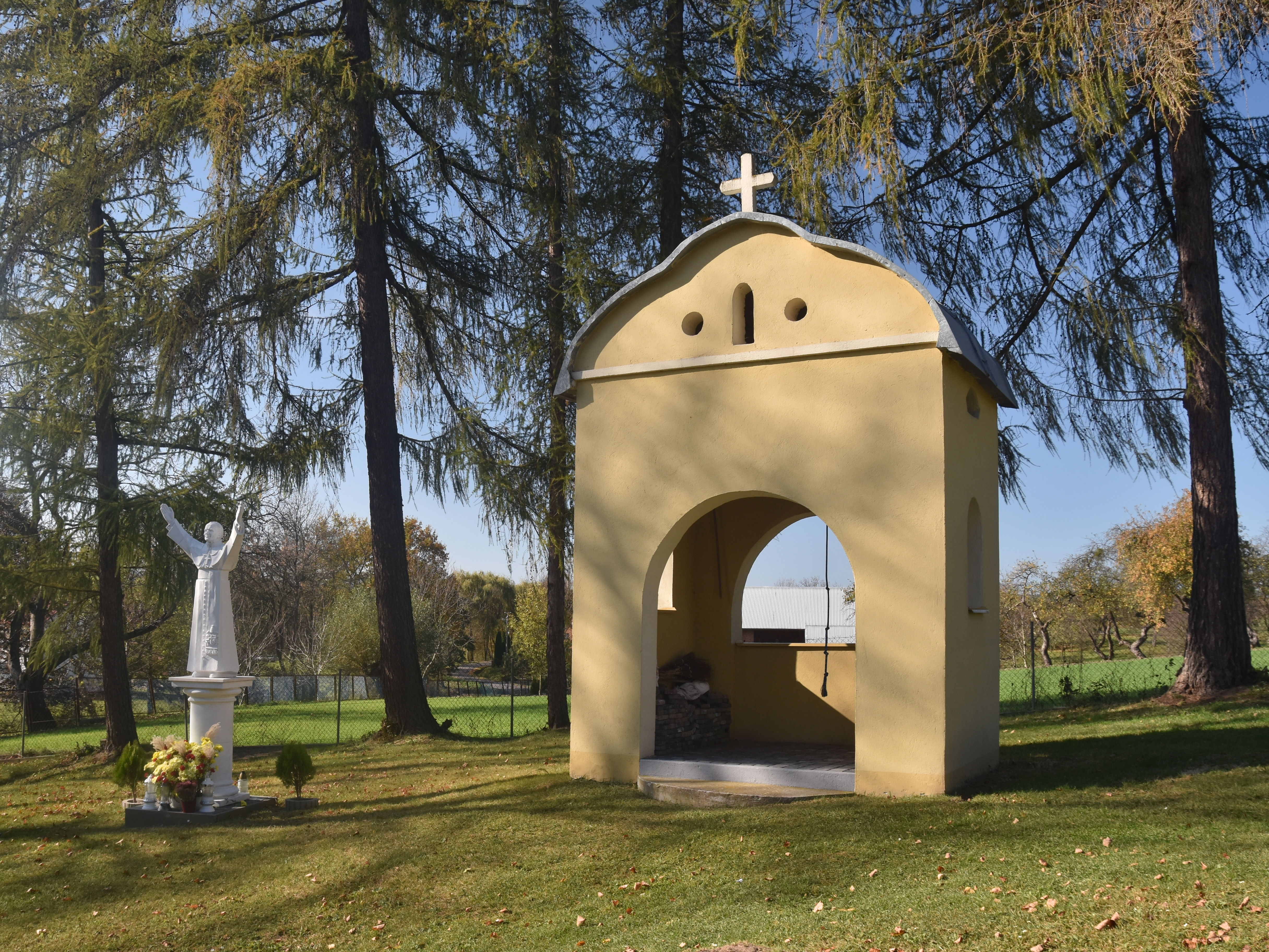
Dzwonnica